# ماتي بري
ماتي بري (بالإستونية: Mati Pari)‏ هو لاعب كرة قدم إستوني في مركز الوسط، ولد في 4 سبتمبر 1974 في إستونيا. شارك مع منتخب إستونيا لكرة القدم. أما مع النوادي، فقد لعب مع نادي فلورا.

## وصلات خارجية
- ماتي بري على موقع الاتحاد الدولي (مؤرشف)  (الإنجليزية)
- ماتي بري على موقع اتحاد إستونيا (الإنجليزية)
- ماتي بري على موقع قاعدة بيانات كرة القدم.إي يو (الإنجليزية)
- ماتي بري على موقع ناشيونال فوتبول تيمز (الإنجليزية)
- ماتي بري على موقع عالم كرة القدم.نت (الإنجليزية)